# BMW K1600
La BMW K 1600 è una motocicletta prodotta dalla casa motociclistica tedesca BMW Motorrad in tre versioni: K 1600 GT e K1600 GTL annunciati nel luglio 2010 presentate all'Intermot di Colonia nell'ottobre 2010 e prodotte dal 2011; la K 1600 B annunciata nel mese di ottobre 2016.

## Profilo e tecnica

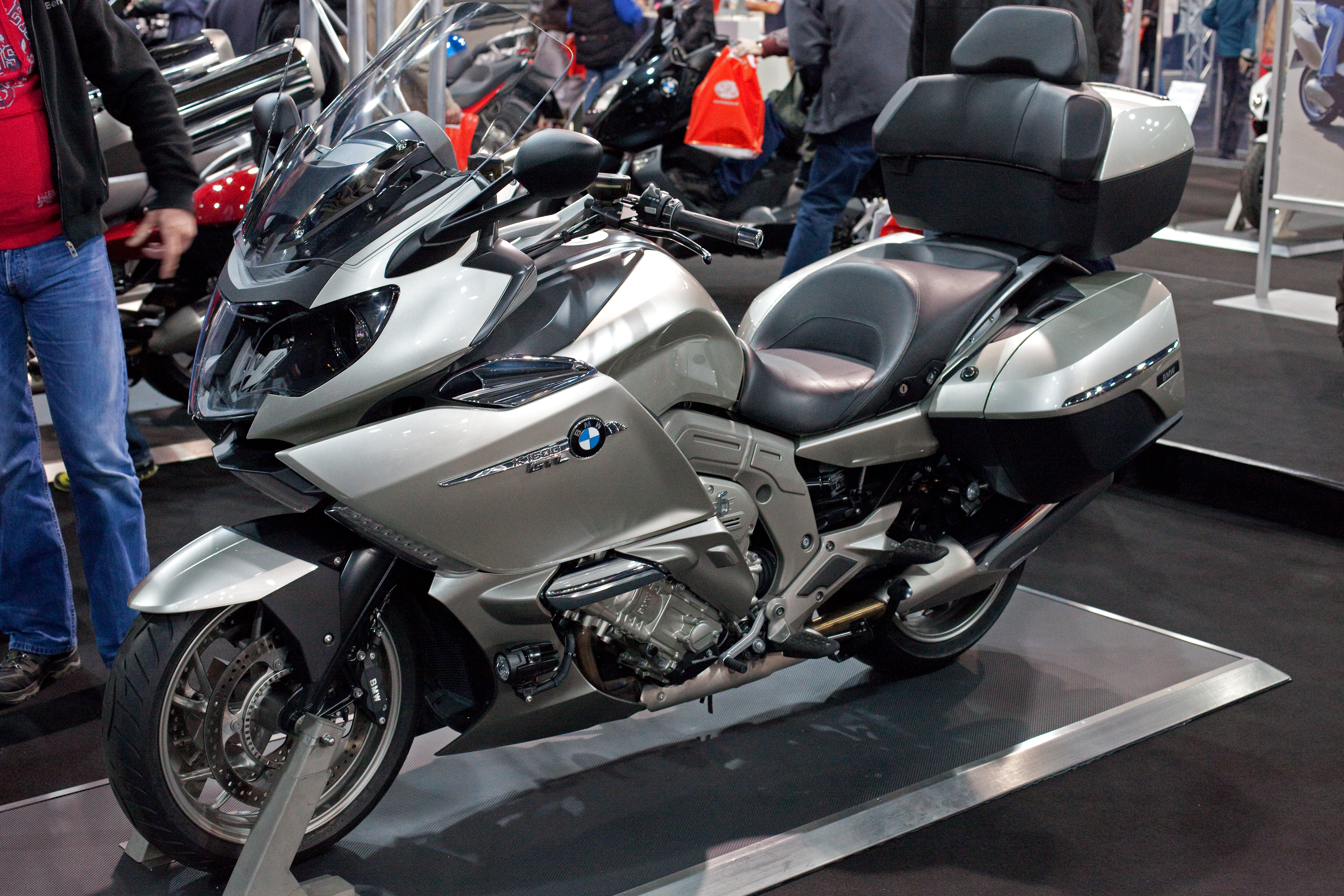
BMW K 1600 GTL

Le tre K 1600 condividono gran parte delle componenti estetiche e meccaniche, come telaio e motore, ma differiscono per alcun dettagli; la K 1600 GT è più votata alla dinamica di guida, mentre la GTL ha un'impostazione più turistica e confortevole, con la presenza di un kit supplementare di borse al posteriore e con una seduta di guida più arretrata; inoltre la prima ha una velocità limitata elettronicamente a 250 km/h, mentre la seconda a 220. La terza della famiglia la K 1600 B, presenta le maggiori differenze dalle altre due; pensata per il mercato statunitense, ha un parabrezza più piccolo, meno carenature, specchietti più grandi e una coda più bassa e filante che si rifà alle moto bagger. 
Il motore, montato in posizione traversale, è un 6 cilindri in linea a 4 tempi con distribuzione bialbero a 24 valvole con raffreddamento ad acqua e alimentazione a iniezione elettronica, da 1649 cm³ di cilindrata con un peso di 102 kg, per una massa totale della moto di 319 kg. La frizione è antisaltellamento con la lubrificazione del propulsore che è del tipo carter secco. La potenza è di 160 CV erogati a 7750 giri/min con una coppia di 175 Nm disponibile a 5.000 giri. L'unità ha un'inclinazione verso l'anteriore di 55 gradi, in modo tale da avere una distribuzione dei pesi sulle due ruote nello schema 52:48 e un baricentro più ridotto. Il rapporto di compressione è di 12,2:1, con corsa e alesaggio che misurano rispettivamente 67,5x72 con il motore che risulta del tipo superquadro.  
Gli pneumatici hanno misura all'anteriore di 120/70-17" mentre al posteriore 190/55-17". 
Esteticamente il frontale è caratterizzato dalla presenza di un proiettore anabbagliante allo xeno affiancato da due abbaglianti dalla forma tonda circondati da una corona a LED, quest'ultimi con una forma simile a quelli utilizzati dalla casa dell'elica sulla produzione automobilistica.
Nel 2016 viene presentato un restyling, che introduce la possibilità di avere come optional il sistema di retromarcia e un aggiornamento del motore per adattarlo alle normative Euro 4. Inoltre esteticamente vi sono nuove carenature laterali.